# Đài tưởng niệm nạn nhân chiến tranh ở phía Đông
Đài tưởng niệm nạn nhân chiến tranh ở phía Đông là một tượng đài ở Warsaw, Ba Lan, để tưởng nhớ các nạn nhân trong cuộc xâm lược Ba Lan của Liên Xô trong Thế chiến II và những cuộc đàn áp sau đó. Đài tưởng niệm này được công bố vào ngày 17 tháng 9 năm 1995, nhân kỷ niệm 56 năm cuộc xâm lược của Liên Xô năm 1939.

## Lịch sử
Trong thời kỳ Cộng hòa Nhân dân Ba Lan, chính quyền cộng sản Ba Lan đã thông đồng với Liên Xô để che giấu thông tin về cuộc xâm lược Ba Lan của Liên Xô vào năm 1939 và các cuộc đàn áp chống lại Ba Lan trong thời kỳ Liên Xô chiếm đóng từ năm 1939 - 1941, như cũng như các cuộc đàn áp tiếp theo sau khi Liên Xô tiếp quản Ba Lan vào năm 1944-1945, đặc biệt - phủ nhận trách nhiệm của Liên Xô đối với vụ thảm sát Katyn năm 1940. Sau khi chính quyền cộng sản Liên Xô sụp đổ ở Trung và Đông Âu năm 1989, chính quyền mới ở Ba Lan đã chính thức xác nhận dự án xây tượng đài và đài tưởng niệm kỷ niệm những sự kiện đó.
Đài tưởng niệm nạn nhân chiến tranh ở phía đông được thiết kế bởi Maksymilian Biskupski và nằm ở ngã tư đường Muranowska và đường Władysław Anders, Warsaw. Biskupski đã thiết kế tượng đài vào năm 1991, bắt đầu xây dựng vào ngày 18 tháng 8 năm 1995 và chính thức công bố vào ngày 17 tháng 9 năm 1995 - đúng dịp kỷ niệm 56 năm cuộc xâm lược của Liên Xô năm 1939. Tham dự buổi lễ khánh thành có Tổng giám mục Ba Lan Józef Glemp, Tổng tham mưu trưởng Quân đội Ba Lan Tadeusz Wilecki, Tổng thống Warsaw Marcin więcicki, Thủ tướng Ba Lan Józef Oleksy và Tổng thống Ba Lan Lech Wałęsa. Việc xây dựng tượng đài được tài trợ bởi chính phủ Ba Lan, các tổ chức phi chính phủ và các cá nhân.

## Miêu tả
Tượng đài được xây dựng để vinh danh những người Ba Lan bị sát hại ở phương Đông, đặc biệt là những người bị trục xuất đến các trại cải tạo lao động của Liên Xô ở Siberia (sau cuộc xâm lược Ba Lan của Liên Xô) và các nạn nhân của vụ thảm sát Katyn. Tượng đài cao khoảng 7 mét (23 ft)  và được làm bằng đồng. Bức tượng là hình ảnh những cây thánh giá xếp chồng chất nhau (thánh giá Công giáo và Chính thống cũng như các biểu tượng Do Thái và Hồi giáo) trên một toa tàu được đặt trên đường ray. Mỗi thanh ray khắc tên những nơi mà công dân Ba Lan bị trục xuất để sử dụng làm lao động nô lệ ở Liên Xô, và tên của các trại tập trung, làng lưu vong và các tiền đồn khác nhau của trại lao động mà họ bị đày đến, bao gồm cả những khu giết người hàng loạt được sử dụng bởi Bộ Dân ủy Nội vụ Liên Xô.
Một trong những thánh giá được dành để tưởng niệm linh mục Stefan Niedzielak, một nhà hoạt động Katyn đã bị sát hại một cách bí ẩn vào năm 1989. Tượng đài cũng bao gồm Thánh giá Valor của Ba Lan và một con đại bàng Ba Lan bị dây thừng xung trói quanh, bên dưới bức tượng có khắc ngày Liên Xô xâm lược Ba Lan. Tượng đài mang hai dòng chữ: Poległym pomordowanym na Wschodzie ("Dành cho những người ngã xuống ở phía Đông") và ofiarom agresji sowieckiej 17. IX.1939. NÓI 17. IX.1995 ("Dành cho các nạn nhân trong cuộc xâm lược của Liên Xô 17. IX.1939. Quốc gia Ba Lan 17. IX.1995 ").

## Lễ tưởng niệm và Chuyến thăm của giáo hoàng
Một buổi lễ tưởng niệm hàng năm được tổ chức tại di tích vào ngày 17 tháng 9.
Giáo hoàng John Paul II đã cầu nguyện ở đây trong cuộc hành hương Ba Lan lần thứ bảy vào năm 1999. Năm 2006, trong cuộc hành hương của mình để Ba Lan, Đức Giáo hoàng Benedict XVI, trên chiếc xe popemobile, cũng đi qua di tích này trên đường từ sân bay đến nhà thờ Warsaw.

## Bộ sưu tập

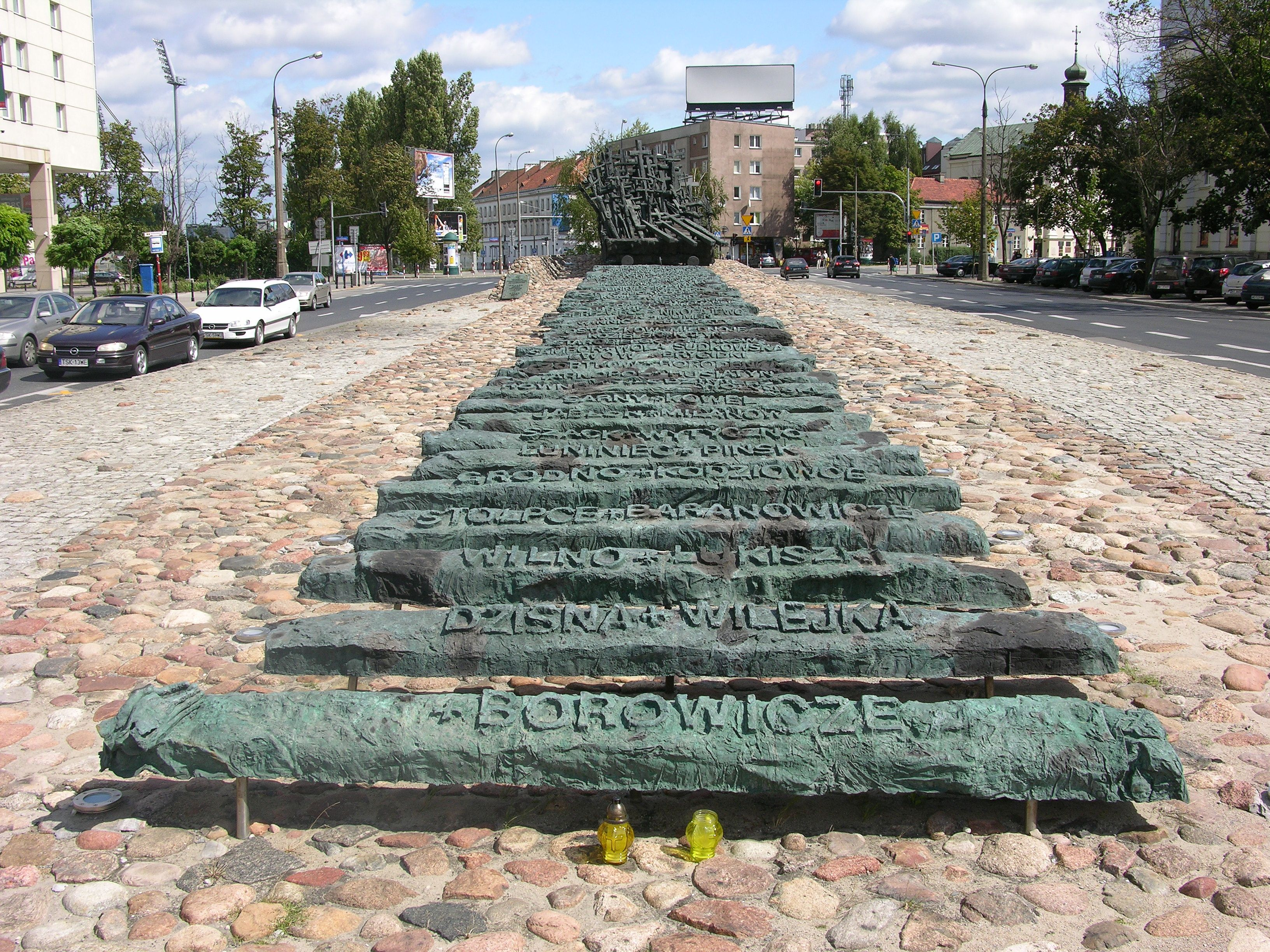
Tượng đài nhìn từ phía tây
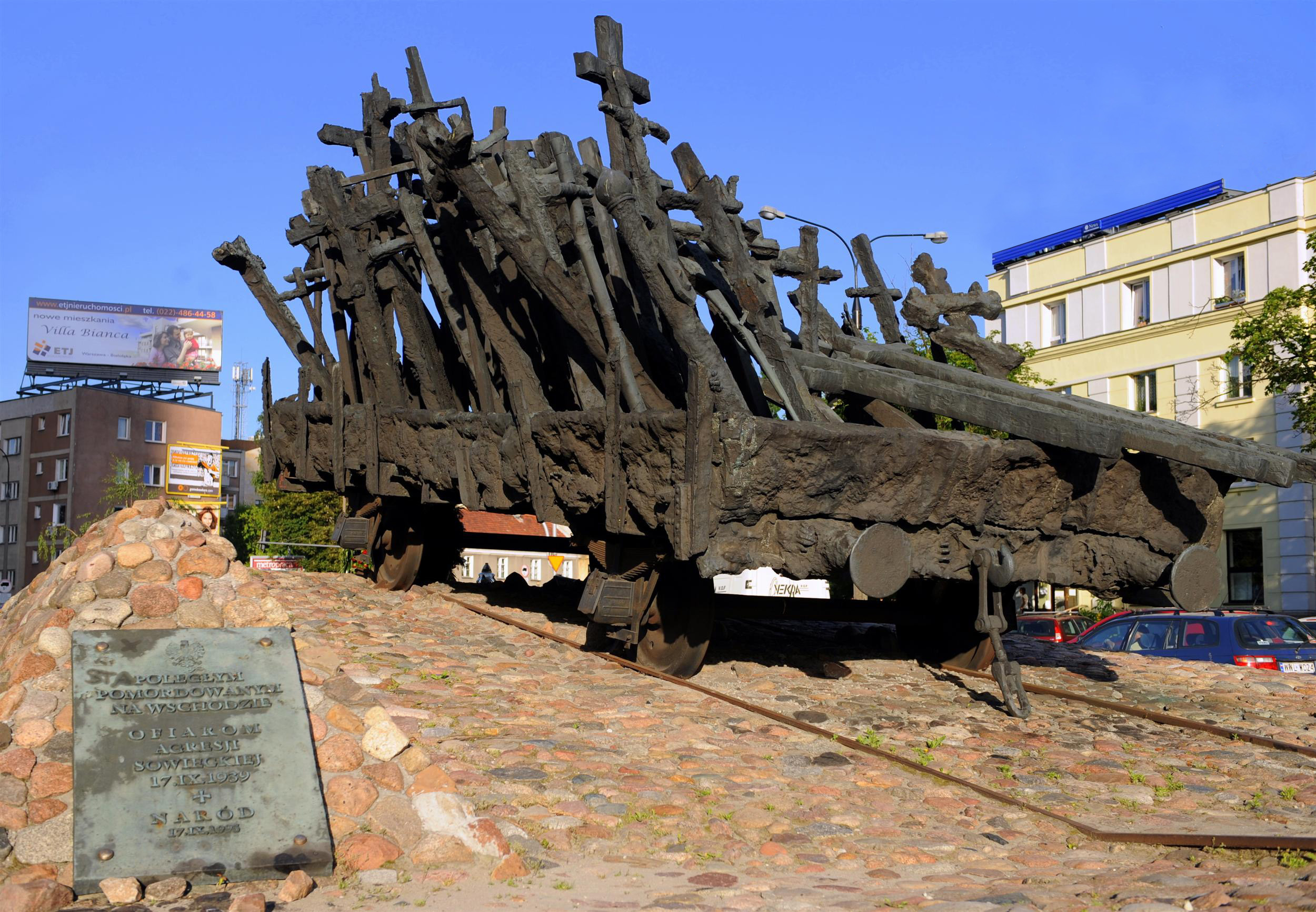
Đường ray tàu
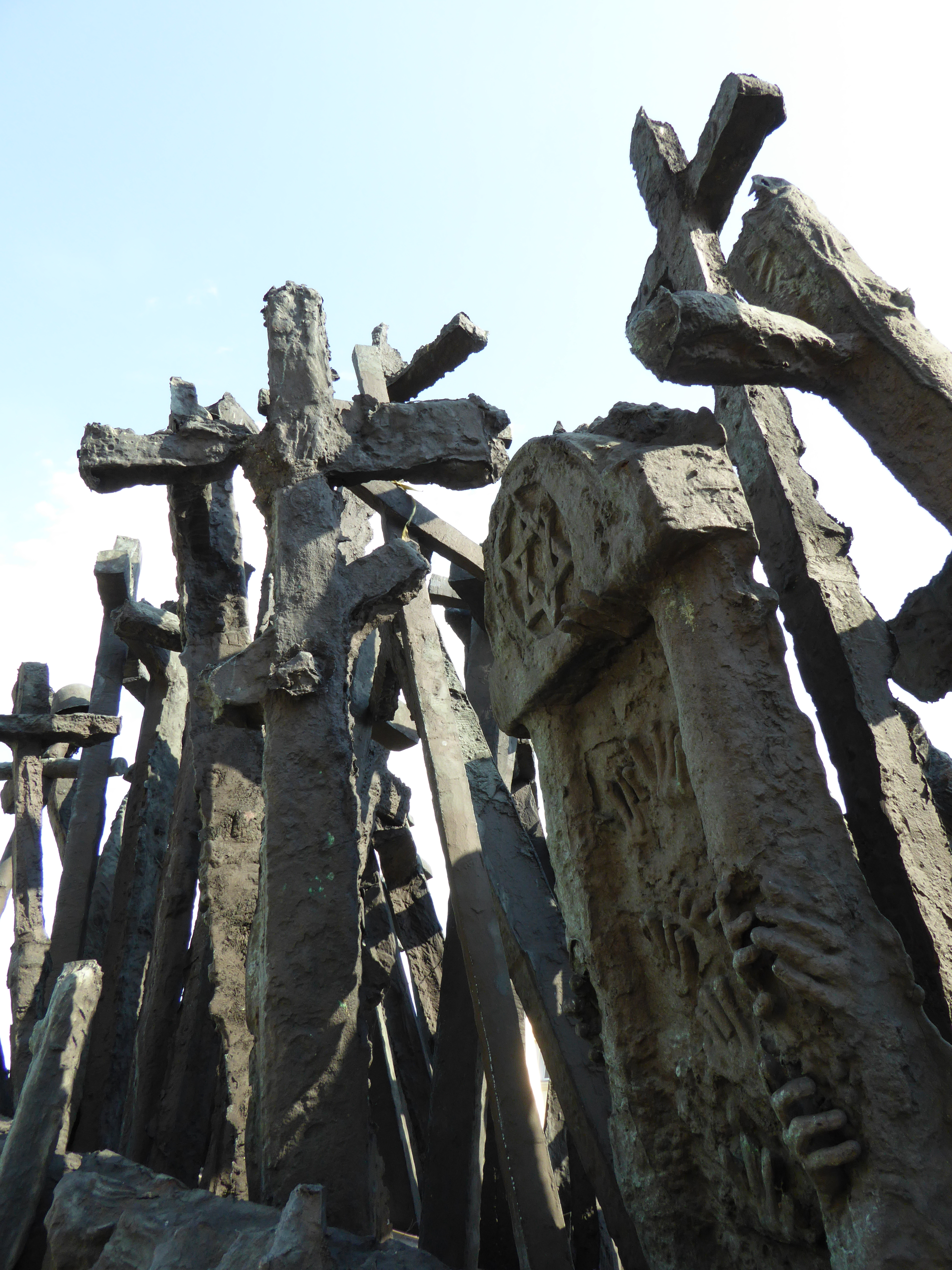
Biểu tượng tôn giáo trên tòa tàu
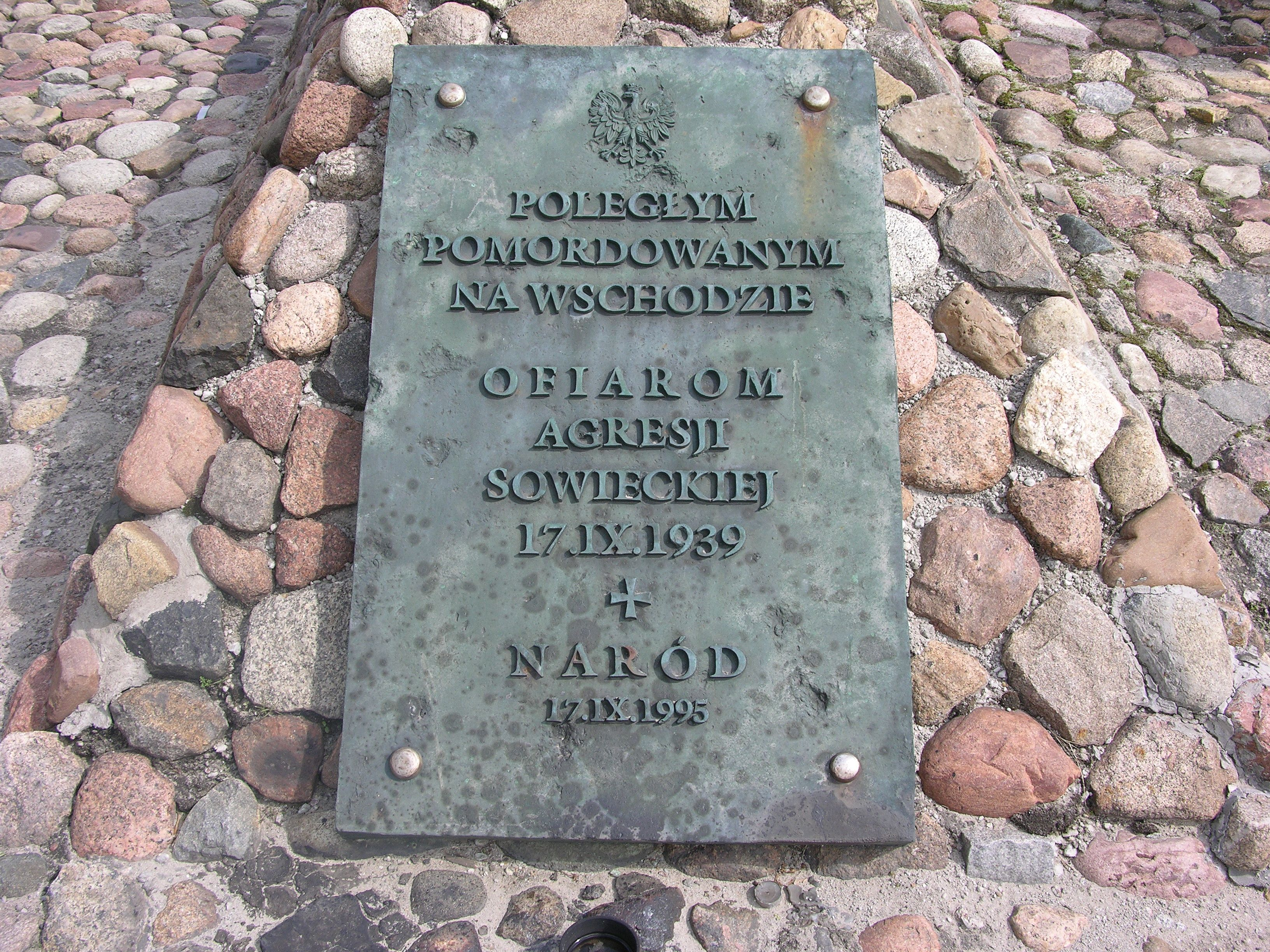
Những dòng chữ dành riêng cho nạn nhân
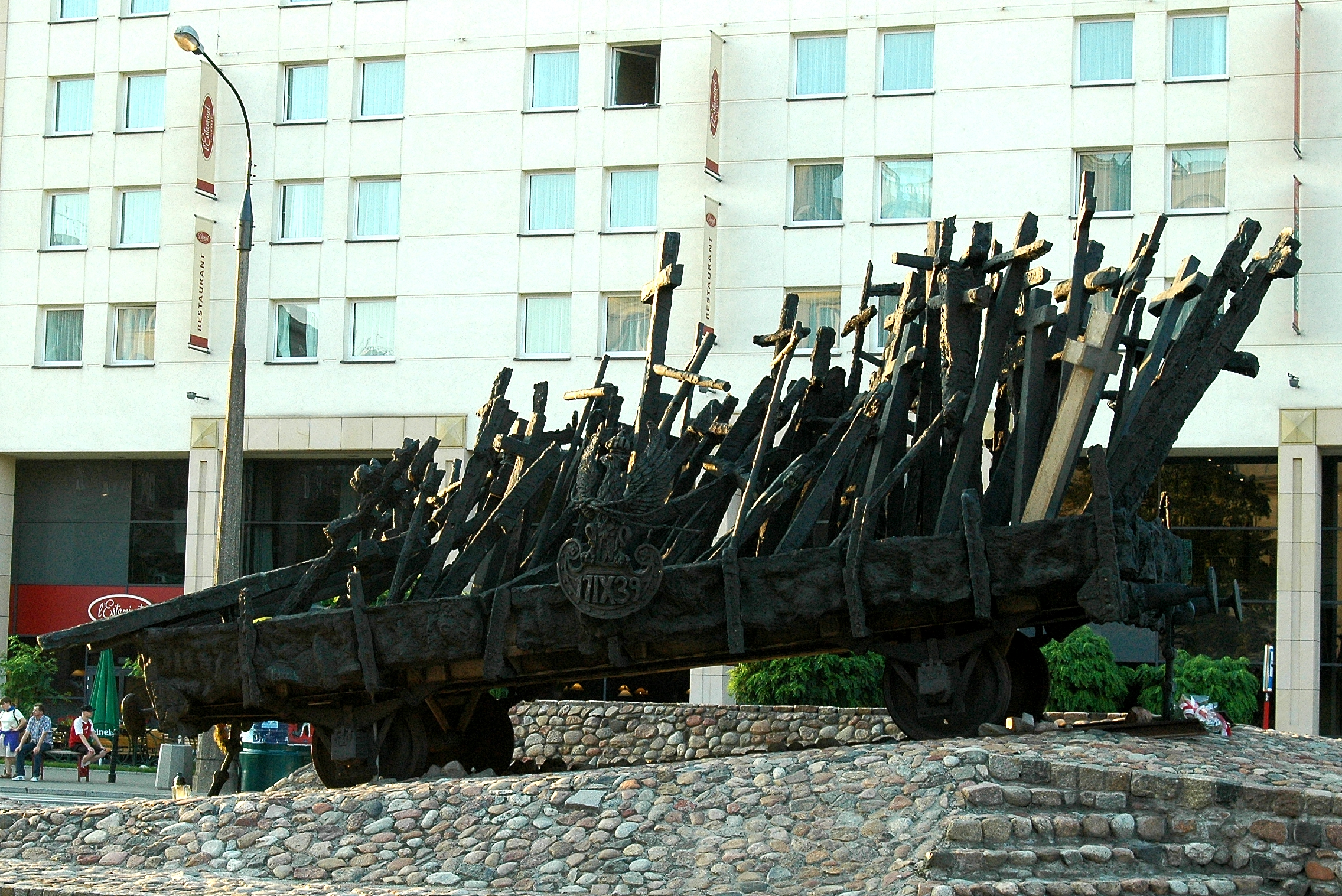
Toa tàu nhìn từ phía nam
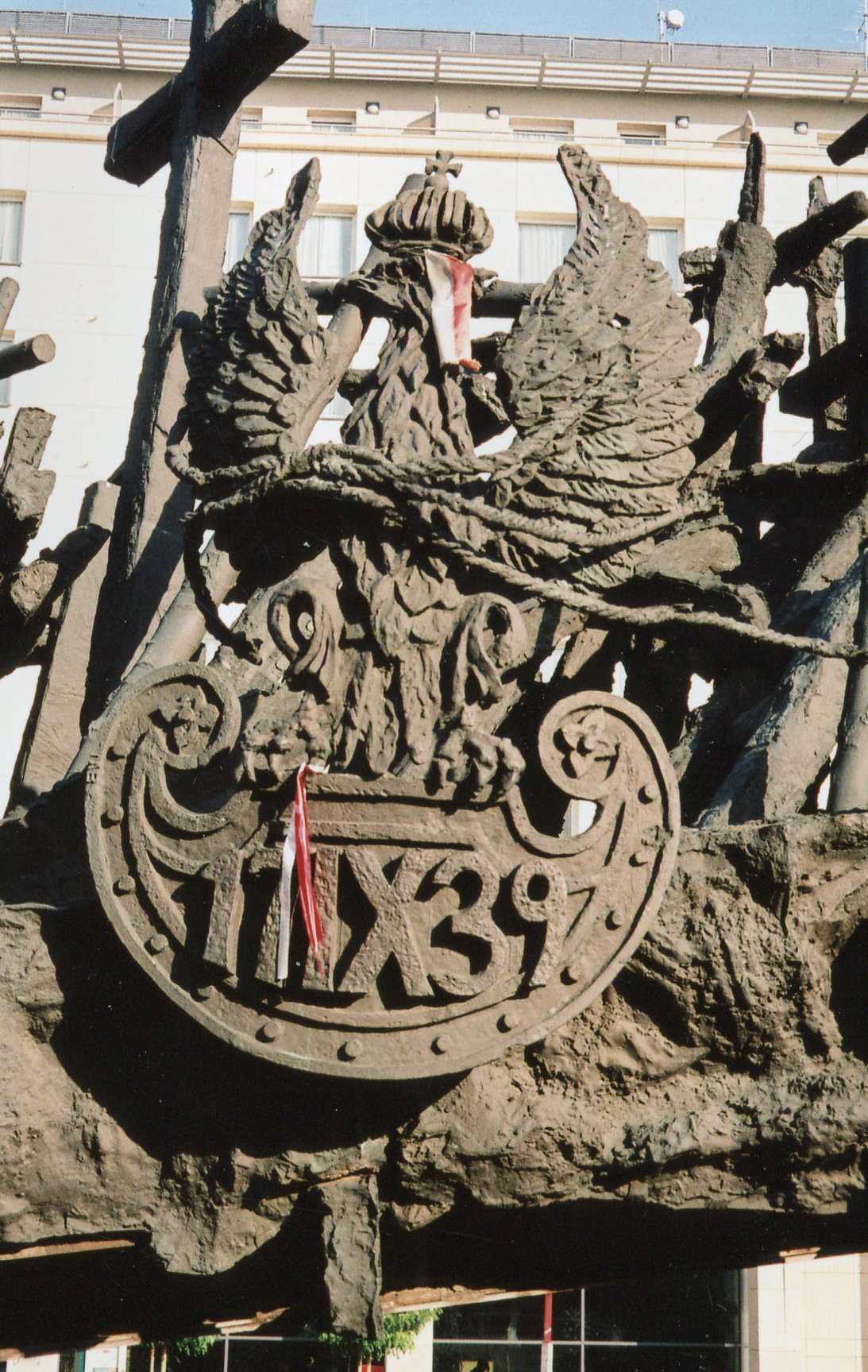
Đại bàng Ba Lan ở phía nam của tòa tàu (với dây thừng buộc quanh và ngày mở ra cuộc xâm lược của Liên Xô bên dưới)
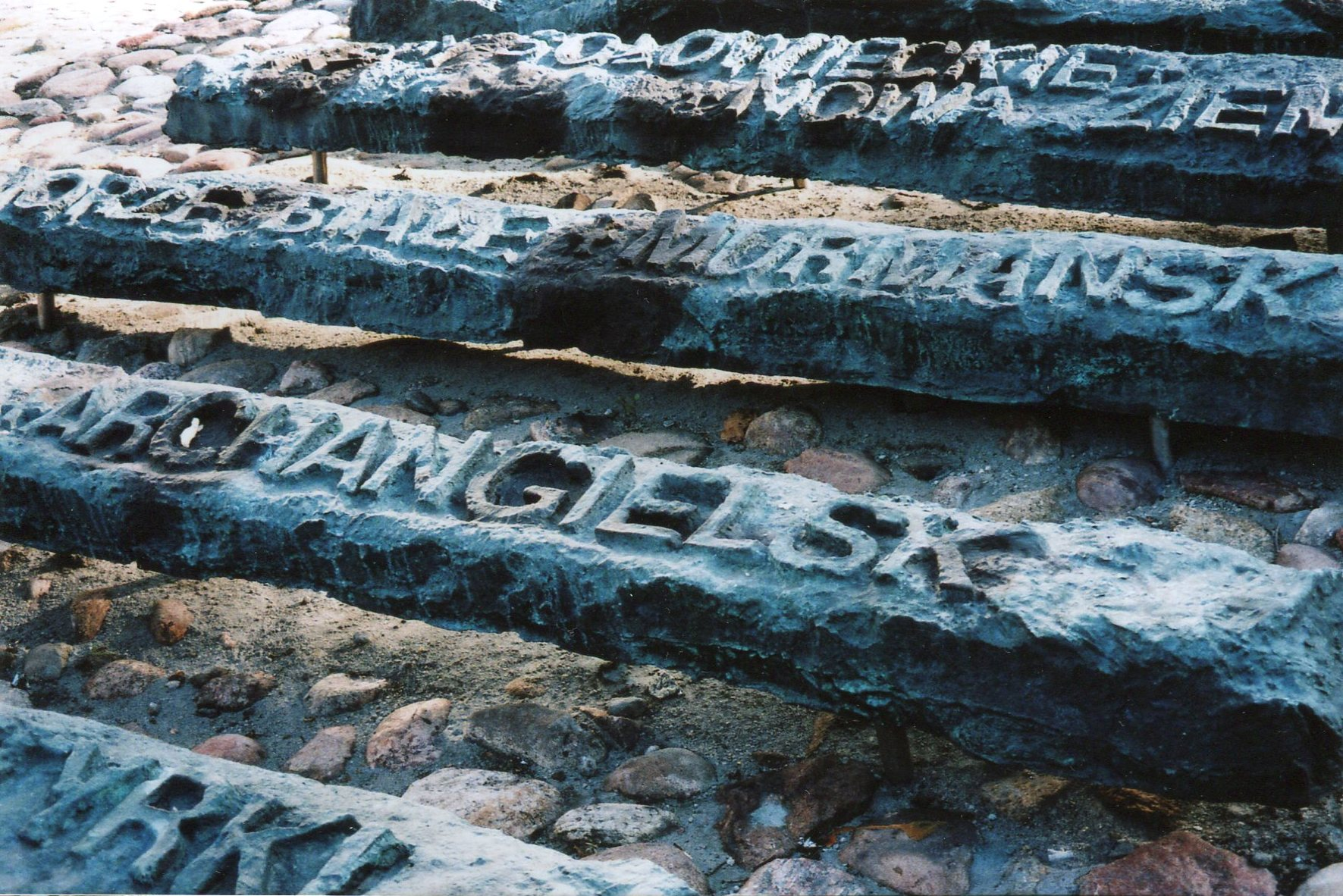
Cận cảnh những thanh ray cho thấy tên của các tiền đồn của Trại cải tạo lao động Liên Xô như Archangielsk
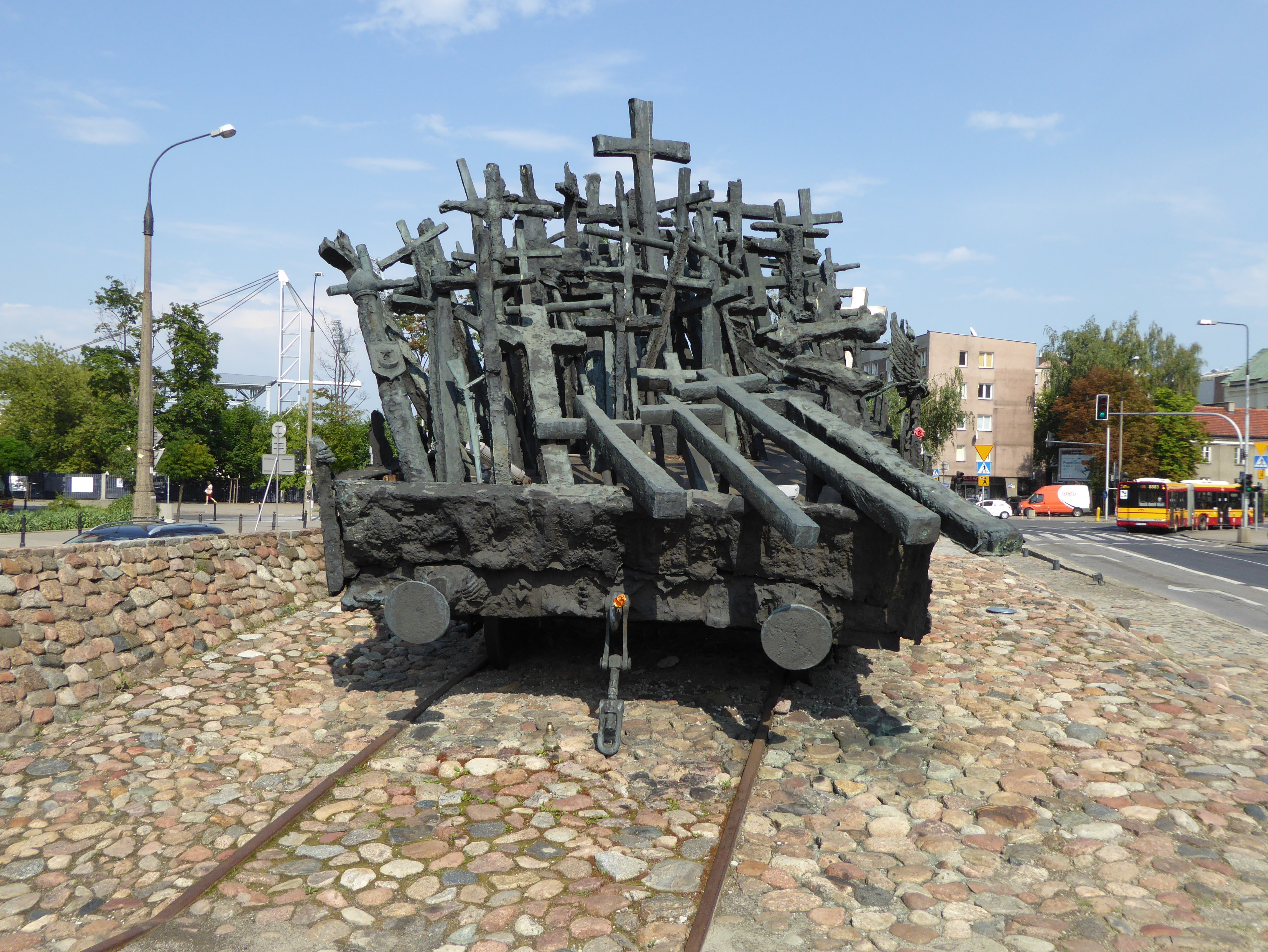
Toa tàu
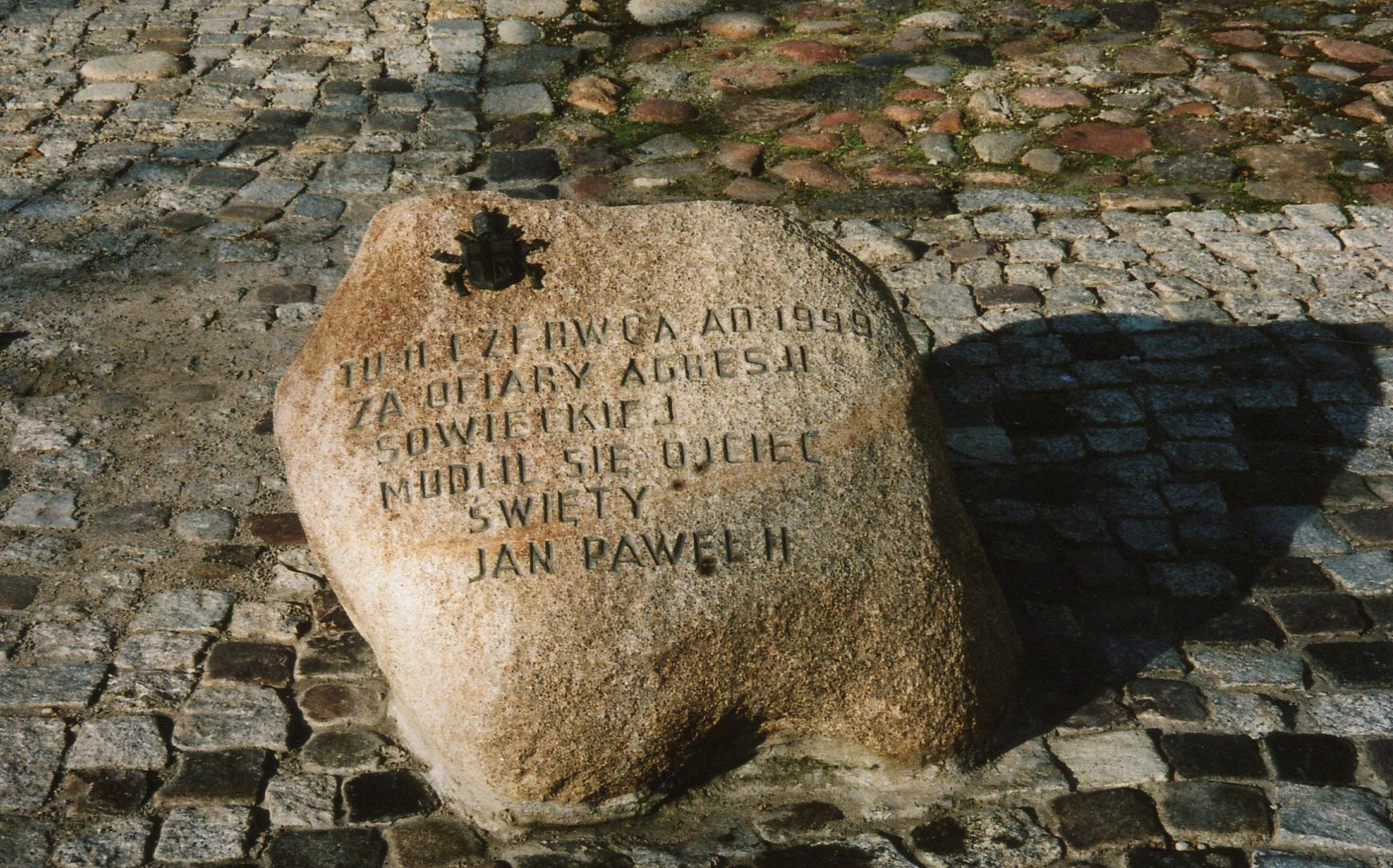
Viên đá này đã được thêm vào tượng đài sau khi Giáo hoàng John Paul II nói lời cầu nguyện cho các nạn nhân trong cuộc xâm lược của Liên Xô tại địa điểm này vào năm 1999
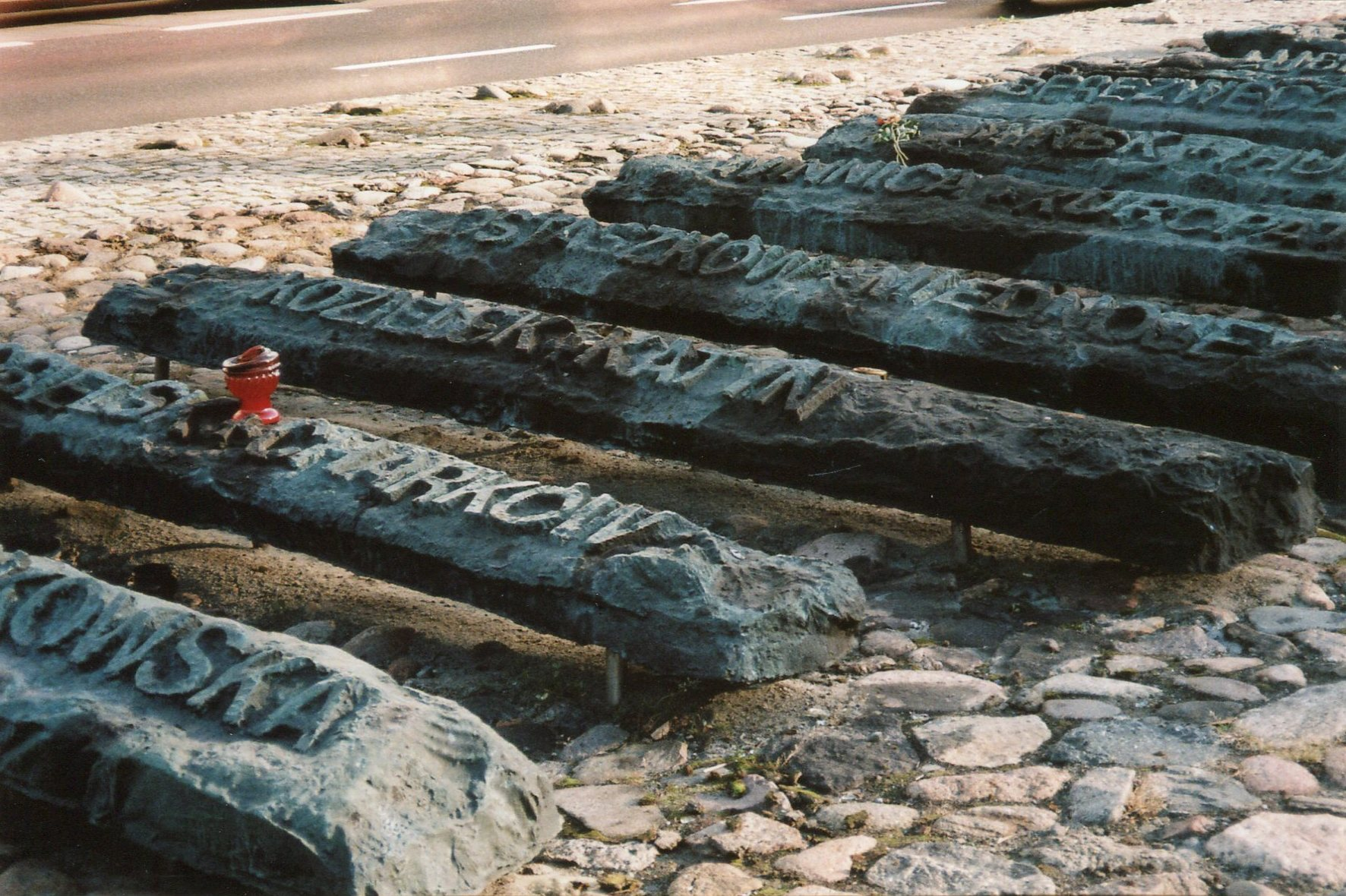
Cận cảnh những thanh ray cho thấy các địa điểm giết người hàng loạt NKVD như Katyn
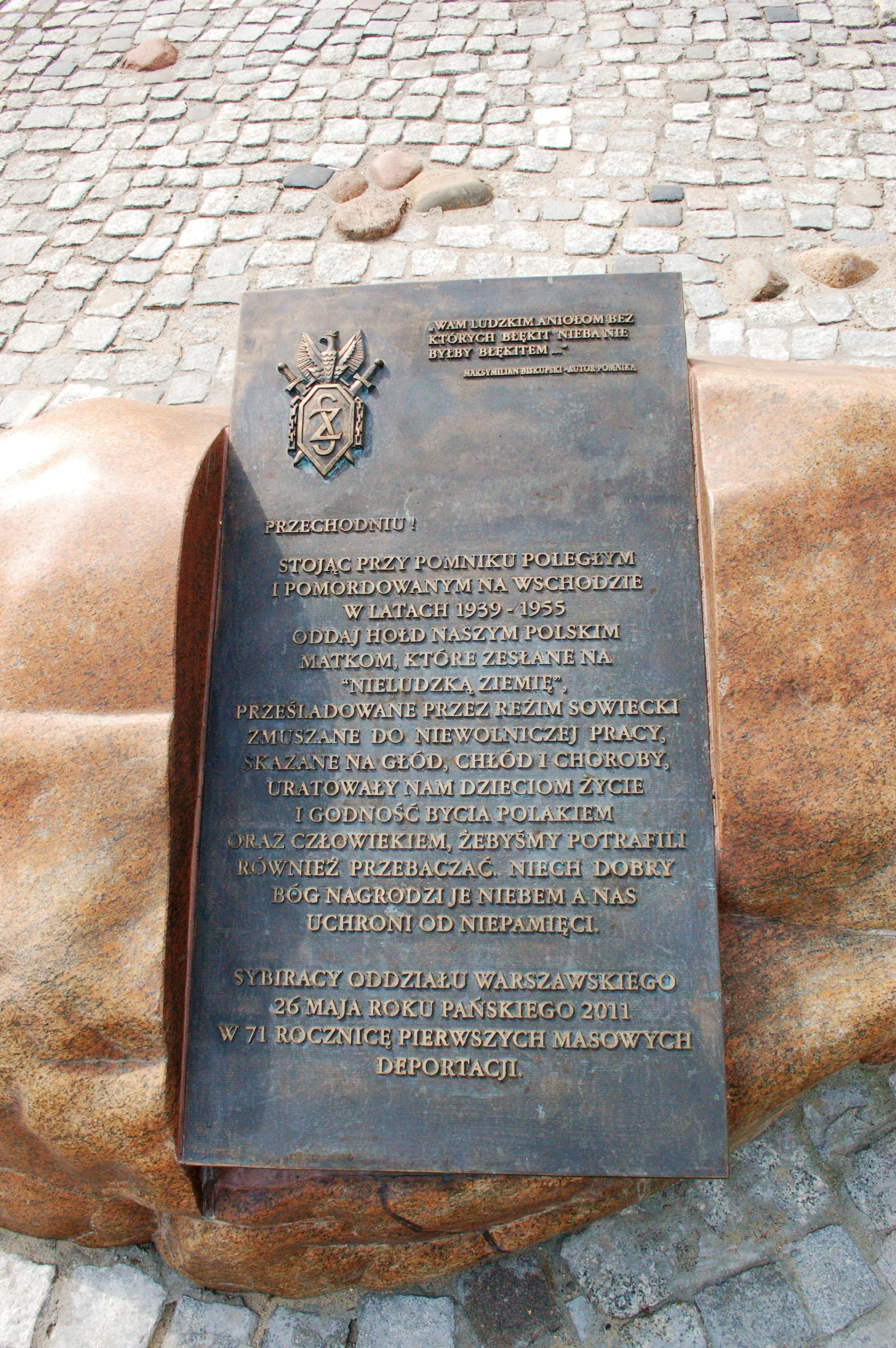
Một tấm bia tưởng niệm dành riêng cho các bà mẹ bị trục xuất
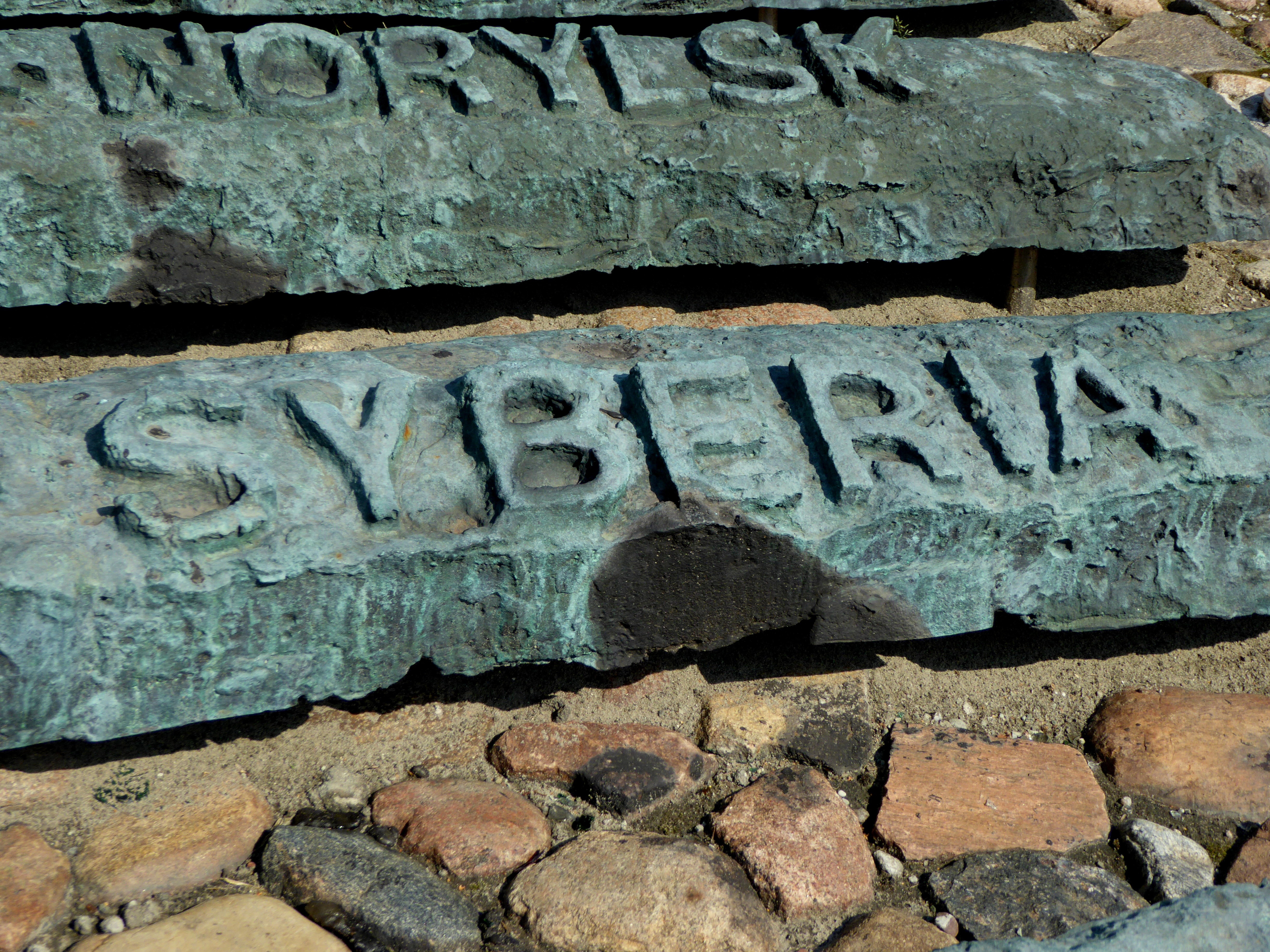
Cận cảnh những thanh ray - nhiều nạn nhân bị trục xuất đã được gửi đến Siberia